# Авеніда Атлантика

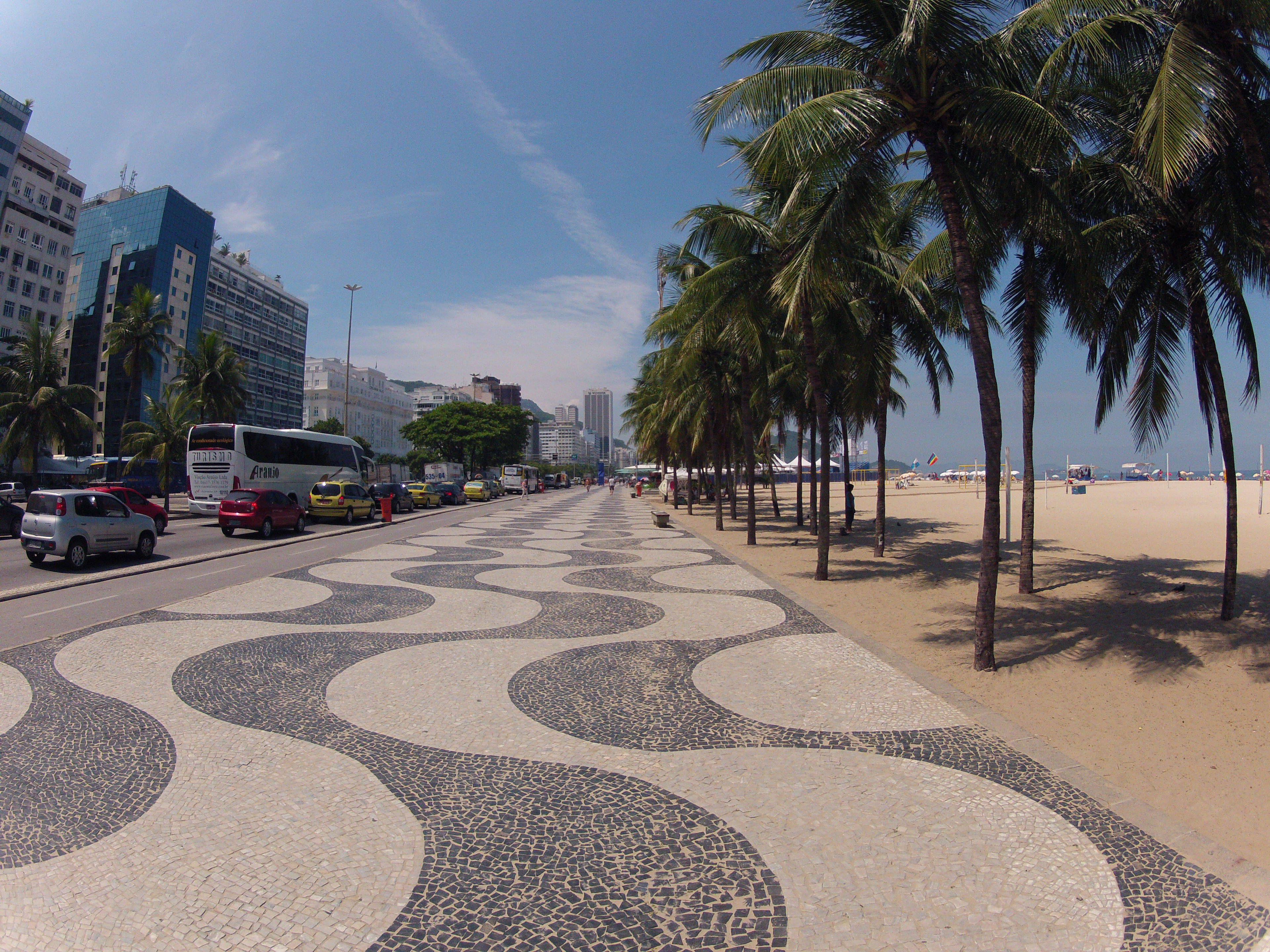
Хвилястий португальський тротуар

Авеніда Атлантика (порт. Avenida Atlântica) — набережна біля пляжу Копакабана в Ріо-де-Жанейро.

## Географія
У довжину вона становить 4 кілометри і тягнеться на всьому протязі міських районів Копакабана та Леме.
Починається в районі Леме і через 800 метрів перетинається з Авенідою принцеси Ізабель, маючи 2 смуги 2 рухи в обох напрямках, а закінчується в районі Копакабана, маючи 3 смуги руху. На ній також розташовані знаменитий променад із португальського тротуару з хвилястим візерунком та велосипедна доріжка між променадом та автомобільними смугами.
На обох краях Авеніди Атлантика розташовані військові бази: Форт Копакабана в Копакабані та Форт Дукі-ді-Кашіас у Лемі. Обидва перебувають у власності та керуються Бразильською армією.
Вздовж Авеніди Атлантика розташовані житлові будинки, ресторани, готелі (включаючи Копакабану Пелес) та крамниці. Більшість будівель на вулиці 11-поверхові, збудовані без порожнього простору між ними, що спостерігається і по всіх районах Копакабани та Леме.